# Parafia św. Jana Chrzciciela w Stromcu
Parafia rzymskokatolicka Świętego Jana Chrzciciela w Stromcu – jedna z 13 parafii dekanatu jedlińskiego diecezji radomskiej. Parafię prowadzą księża diecezjalni.

## Historia
- Stromiec jest starożytną osadą leśną, stolicą puszczy stromieckiej, która jest starsza od Puszczy Kozienickiej. Do 1359 był własnością królewską. Kazimierz Wielki oddał Grabów, Magnuszew i Stromiec księciu Ziemowitowi III i w ten sposób Zapilcze złączyło się z ziemią Czerską. Od 1381 ziemia ta przeszła we władanie księcia Janusza I Starszego (1329–1429). W kościele stromieckim ochrzczony był Dionizy Czachowski. Pierwotny kościół drewniany powstał tu w 1242 i wtedy prawdopodobnie została erygowana parafia. Drugi kościół, też drewniany, wybudowany został przez księcia Janusza ok. 1408 lub 1426. W roku 1656 został zniszczony. Przez jakiś czas był on świątynią filialną dla parafii Jasionna. Trzeci kościół, sosnowy, powstał około 1690 z inicjatywy proboszcza ks. Andrzeja Babeckiego przy pomocy żołnierzy chorągwi księcia Aleksandra Sobieskiego i szlachty. W roku 1744 kościół ten był remontowany. Obecna świątynia, według projektu arch. Rudolfa Meyera z Radomia, zbudowana została w stanie surowym w latach 1900–1905 staraniem ks. Antoniego Niemotko i ks. Walentego Starzomskiego. Poświęcenie kościoła odbyło się 17 września 1905, a dokonał go miejscowy proboszcz. Dalsze prace wykończeniowe prowadził ks. Jan Naulewicz. Kościół konsekrował w 1922 bp Marian Ryx. Świątynia jest budowlą neogotycką, typu halowego, zbudowaną na planie krzyża z cegły.

## Proboszczowie
- 1891–1919 – ks. Antoni Niemotko
- 1919–1932 – ks. Jan Naulewicz
- 1932–1959 – ks. Stefan Suchecki
- 1959–1963 – ks. Jan Surdecki
- 1963–1979 – ks. Mieczysław Praga
- 1979–1993 – ks. kan. Kazimierz Szary
- 1993–1999 – ks. kan. Piotr Skwirowski
- 1999–2004 – ks. kan. Adam Łukiewicz
- 2004–2013 – ks. kan. Marek Janas
- 2013–2022 – ks. Bogdan Rosiewicz
- od 2022 – ks. Szymon Mucha

## Terytorium
- Do parafii należą: Bobrek, Bobrek-Kolonia, Budy Brankowskie, Ducka Wola, Grabowy Las, Ksawerów Nowy, Ksawerów Stary, Marianki, Mokry Las, Nętne, Niedabyl, Nowa Wieś (Małe Boże), Okrąglik, Pietrusin, Piróg, Podlesie Duże, Podlesie Małe, Pohulanka, Pokrzywna, Stara Wieś, Stromiec, Stromiecka Wola, Zabagnie, Zachmiel[1].